# المقسم (كرزاز)
المقسم اٍحدى المجمعات السكنية ببلدية كرزاز التابعة لولاية بني عباس الجزائرية. به جميع المصالح الاٍدارية للبلدية والدائرة ويرجع سبب تسميته اٍلى وجوده بين جبلين أحدهما اٍلى الشرق والأخر اٍلى الغرب.